# Чиро
Чиро (итал. Cirò) — Коммуна в Италии, располагается в регионе Калабрия, подчиняется административному центру Кротоне.
Население составляет 3614 человека (на г.), плотность населения составляет 51,5 чел./км². Занимает площадь 70 км². Почтовый индекс — 88813. Телефонный код — 0962.
Покровителем населённого пункта считается святой Франциск из Паолы. Праздник ежегодно празднуется 2 апреля.